# Benimodo
Benimodo ist eine Gemeinde (Municipio) mit 2.316 Einwohnern (Stand: 2024) in der spanischen Provinz Valencia. Sie befindet sich in der Comarca Ribera Alta.

## Geografie
Benimodo liegt etwa 40 Kilometer südsüdwestlich von Valencia in einer Höhe von ca. 40 m.

## Demografie
| 1900 | 1930 | 1950 | 1970 | 1981 | 1991 | 2001 | 2011 | 2021 |
| ---- | ---- | ---- | ---- | ---- | ---- | ---- | ---- | ---- |
| 1157 | 1221 | 1631 | 1707 | 1728 | 1710 | 1816 | 2291 | 2253 |

## Sehenswürdigkeiten
- Kirche der Unbefleckten Empfängnis (Església de la Purísima Concepción)

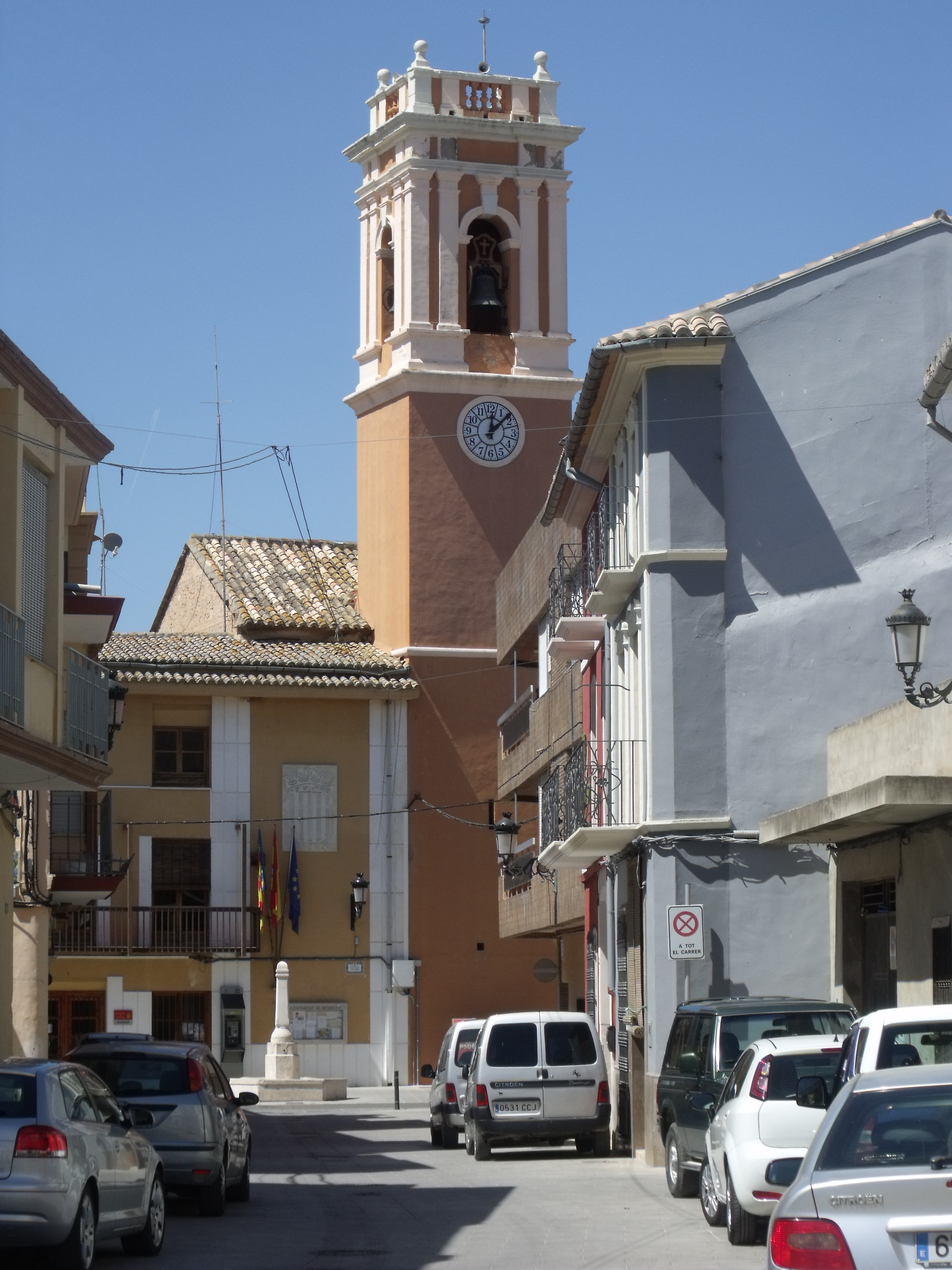
Kirche der Unbefleckten Empfängnis
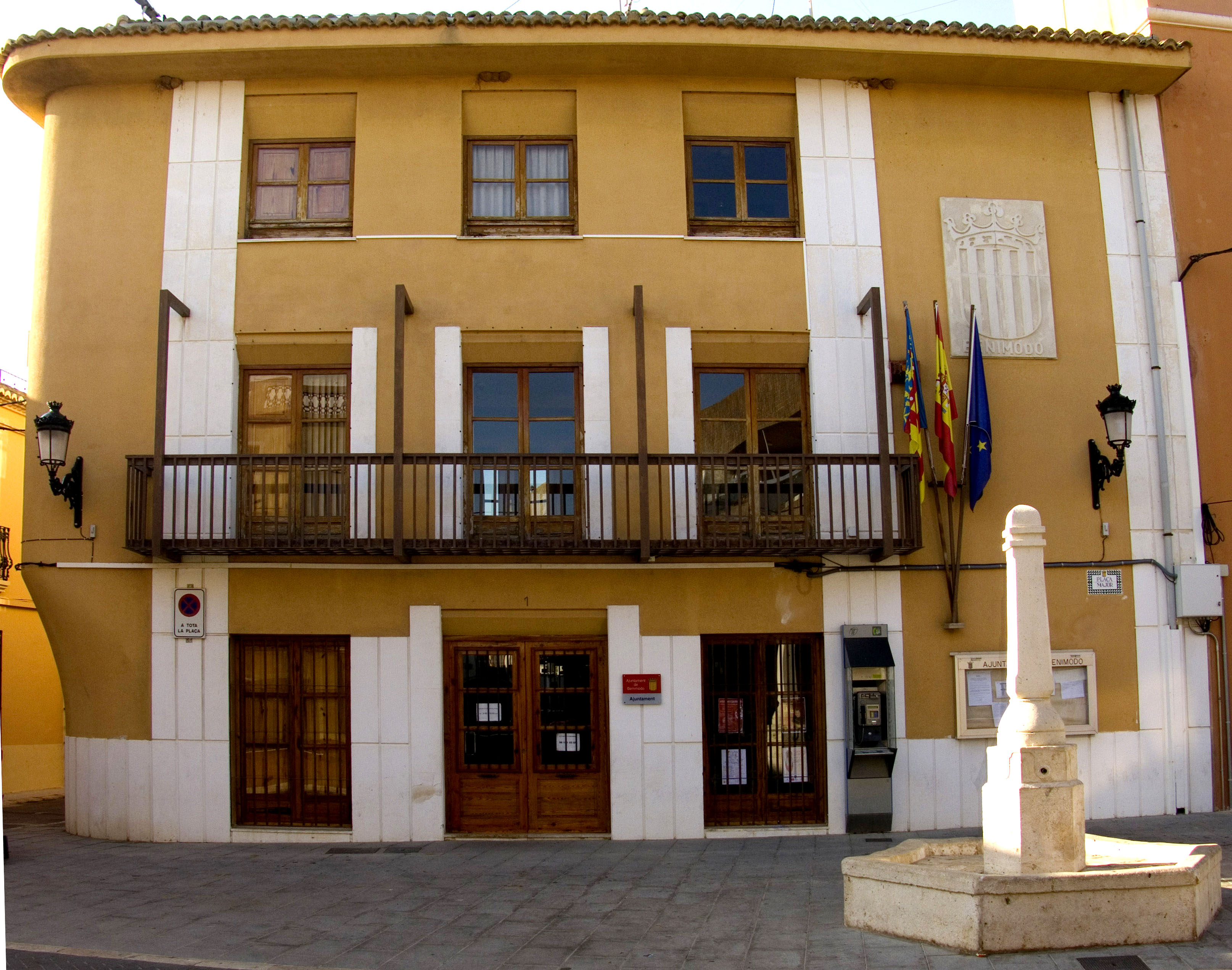
Rathaus